# Цинхай
Цинха́й (кит. упр. 青海, пиньинь Qīnghǎi) — многонациональная и сравнительно малонаселённая провинция на западе центральной части КНР. Административный центр и крупнейший город — Синин. Согласно переписи 2020 года в Цинхае проживало 5,923 млн человек.

## География

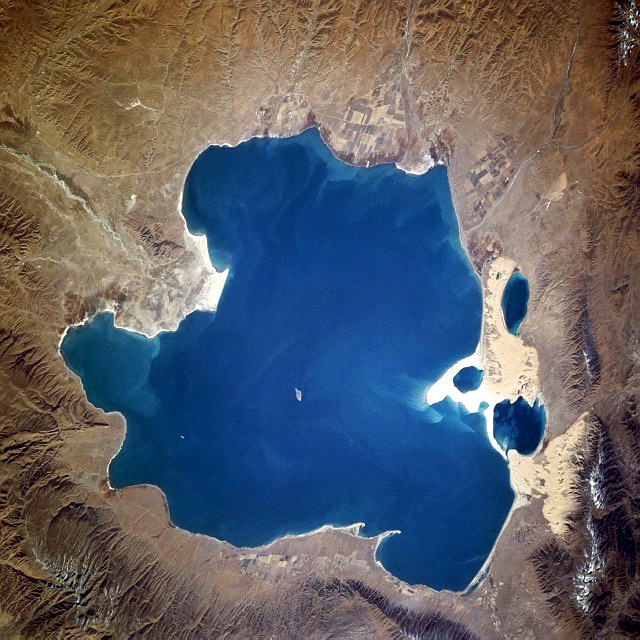
Спутниковая фотография озера Цинхай

Административно провинция граничит на западе с Синьцзяном и Тибетом, а на востоке — с провинциями Ганьсу и Сычуань.
Провинция Цинхай расположена в восточной части одной из крупнейших горных систем Азии Куньлунь. Основные цепи Куньлуня, высотой до 6—7 тыс. м, пересекают Цинхай с северо-запада на юго-восток, гранича на юго-западе провинции с Тибетским нагорьем. Северная цепь Восточного Куньлуня образует дугу, являющуюся естественной северной границей провинции, которую составляют хребет Алтынтаг и система хребтов Наньшаня (выс. 5—6 тыс. м), отделённые от основных цепей Восточного Куньлуня впадиной Цайдам (выс. 2600—3100 м).
Климат провинции резко континентальный с прохладным летом и суровой зимой; осадков 300—500 мм в год, поэтому из природных зон распространены степи и полупустыни во впадинах и степи в горах. В Цинхае берут начало крупнейшие реки Азии Янцзы, Хуанхэ и Меконг. Множество бессточных озёр, самое крупное из которых — Цинхай ху (Кукунор), давшее провинции название.
По состоянию на 2021 год площадь природоохранных территорий национального уровня в Цинхае составляла 217 650 км², или около 30,2 % общей площади всей провинции; по доле охраняемой территории Цинхай занимает 2-е место среди 31 административной единицы высшего уровня Китая (кроме Гонконга, Аомыня и Тайваня).

### Флора и фауна
В Национальном парке Циляньшань обитает тибетская лисица.

## История

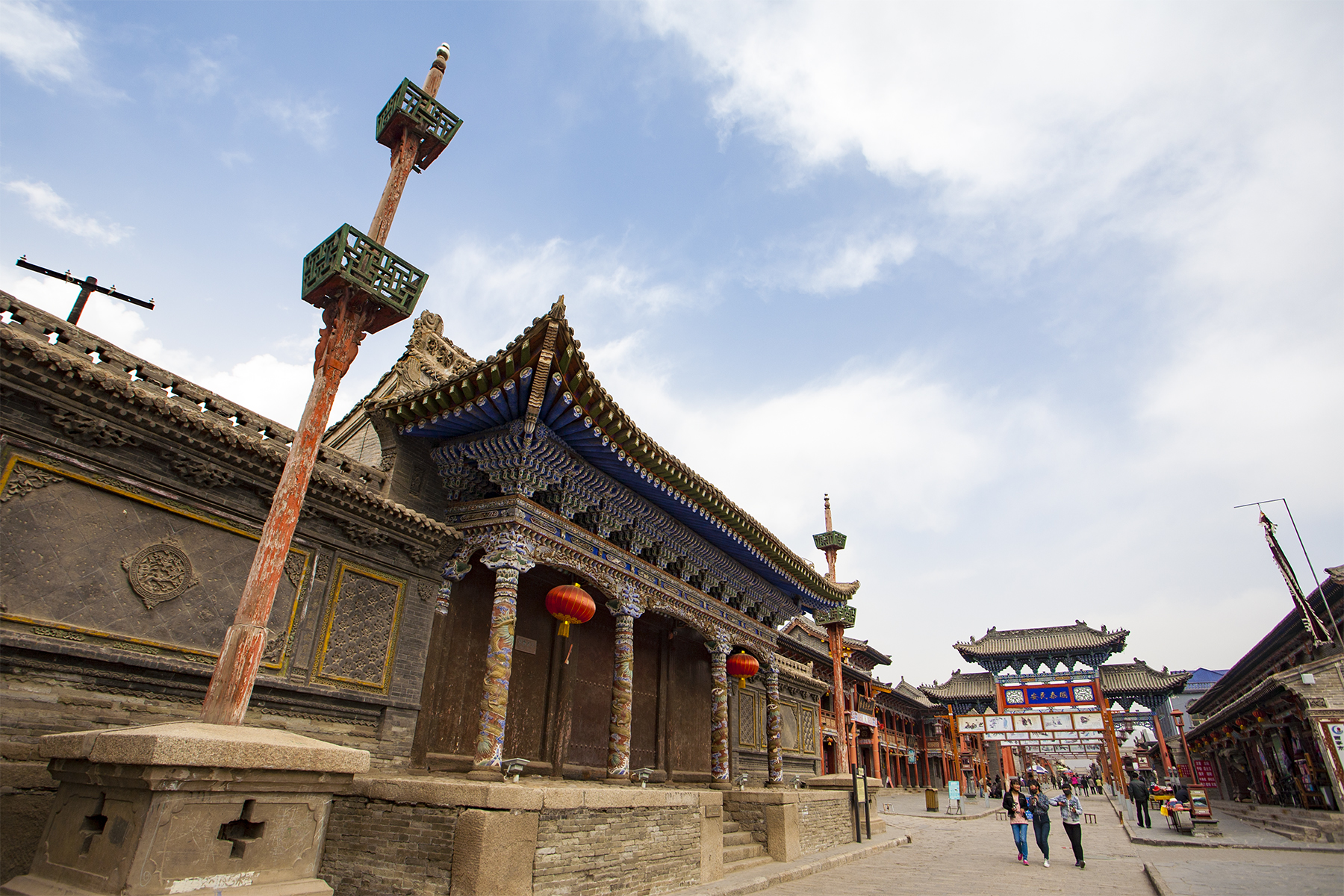
Храм городского Бога в Хуанъюане

В 312 году в районе озера сяньби-монголы (монгоры) основали государство Тогон, которое просуществовало до 663 года, когда было завоёвано тибетцами. В XIII веке территория вошла в состав Монгольской империи. В начале XVI века тумат-монголы завоевали северо-восточный Цинхай. 
В середине XVII века на территорию Цинхая перекочевало ойратское племя хошутов во главе с Гуши-ханом. Ими было основано Хошутское ханство, которое стало военно-политическим сюзереном Тибета. Потомки ойратов-хошутов теперь известны как «верхние монголы».  
В Цинской империи земли Кукунора входили в состав провинции Ганьсу. 5 сентября 1928 года новое гоминьдановское правительство Китайской республики приняло решение о создании в районе озера Кукунор новой провинции. 1 января 1929 года была официально образована провинция Цинхай.

## Население

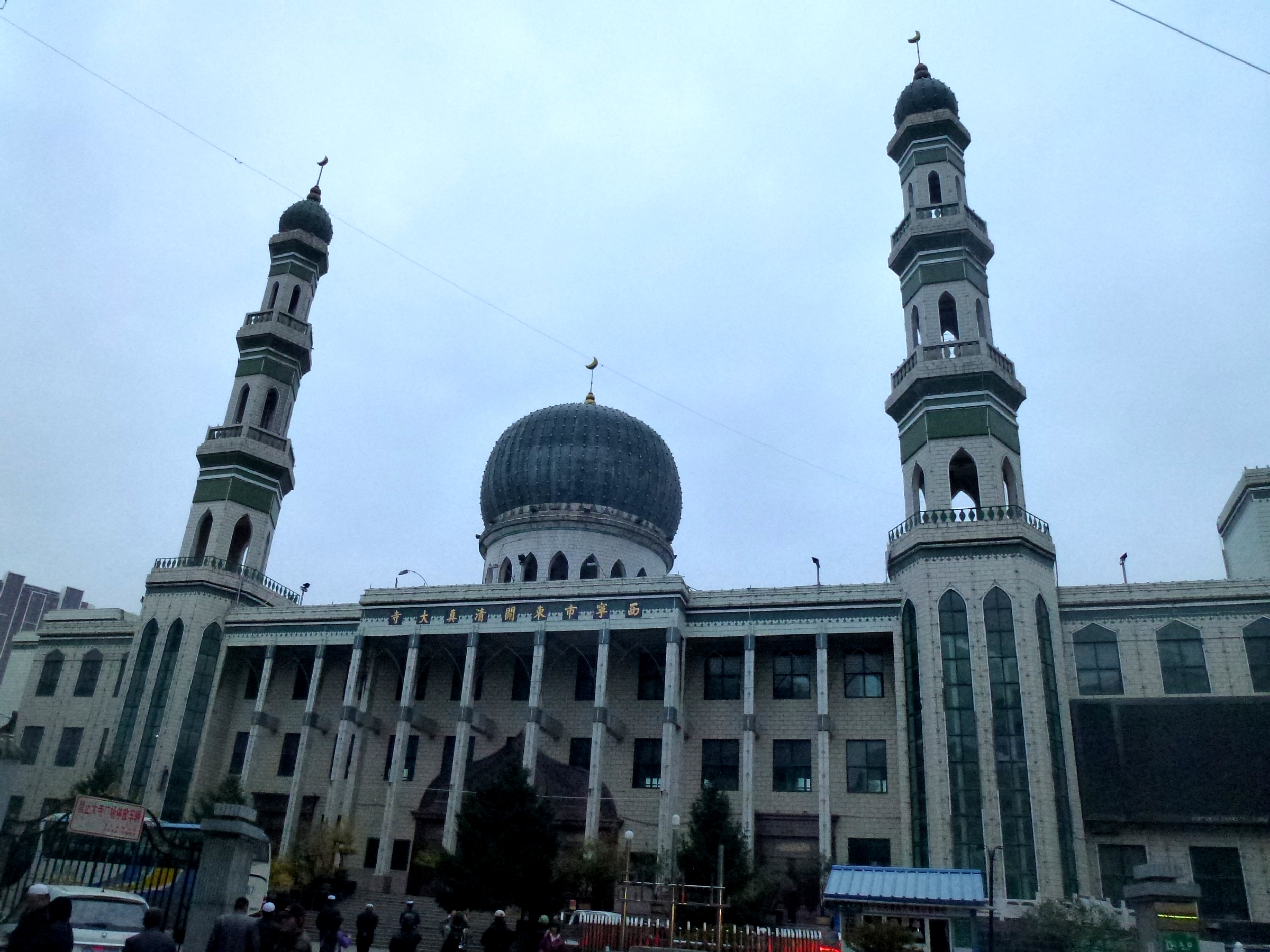
Большая мечеть в Синине

По данным переписи населения КНР 2010 года, первые пять народностей по численности населения в  провинции Цинхай были следующие:
| Народность | Население | Процент |
| ---------- | --------- | ------- |
| ханьцы     | 2 983 521 | 53,02 % |
| тибетцы    | 1 375 059 | 24,44 % |
| хуэй       | 834 298   | 14,83 % |
| ту         | 204 412   | 3,63 %  |
| салары     | 107 089   | 1,90 %  |

21 мая 1985 года в Цинхае в составе Хайси-Монголо-Тибетского АО был ликвидирован казахский автономный уезд/район, казахи были организовано переселены в СУАР КНР, осталось лишь 380 казахов (по переписи 2000 года).

## Административно-территориальное деление
В плане административно-территориального деления провинция Цинхай делится на 2 городских округа и 6 автономных округов.
| Карта | №                          | Название             | Название иероглифами            | Название на пиньинь | Уровень |
| ----- | -------------------------- | -------------------- | ------------------------------- | ------------------- | ------- |
|       |                            |                      |                                 |                     |         |
| 1     | Хайси-Монголо-Тибетский АО | 海西蒙古族藏族自治州 | Hǎixī Měnggǔzú Zàngzú zìzhìzhōu | Автономный округ    |         |
| 2     | Хайбэй-Тибетский АО        | 海北藏族自治州       | Hǎiběi Zàngzú zìzhìzhōu         | Автономный округ    |         |
| 3     | Синин                      | 西宁市               | Xīníng shì                      | Городской округ     |         |
| 4     | Хайдун                     | 海东地市             | Hǎidōng shì                     | Городской округ     |         |
| 5     | Хайнань-Тибетский АО       | 海南藏族自治州       | Hǎinán Zàngzú zìzhìzhōu         | Автономный округ    |         |
| 6     | Хуаннань-Тибетский АО      | 黄南藏族自治州       | Huángnán Zàngzú zìzhìzhōu       | Автономный округ    |         |
| 7     | Юйшу-Тибетский АО          | 玉树藏族自治州       | Yùshù Zàngzú zìzhìzhōu          | Автономный округ    |         |
| 8     | Голог-Тибетский АО         | 果洛藏族自治州       | Guǒluò Zàngzú zìzhìzhōu         | Автономный округ    |         |

## Вооружённые силы
В Синине расположены центр МТО Западного военного округа и штаб 76-й группы армий; в Хайяне — Северо-Западная академия ядерных оружейных исследований и разработок.

## Экономика

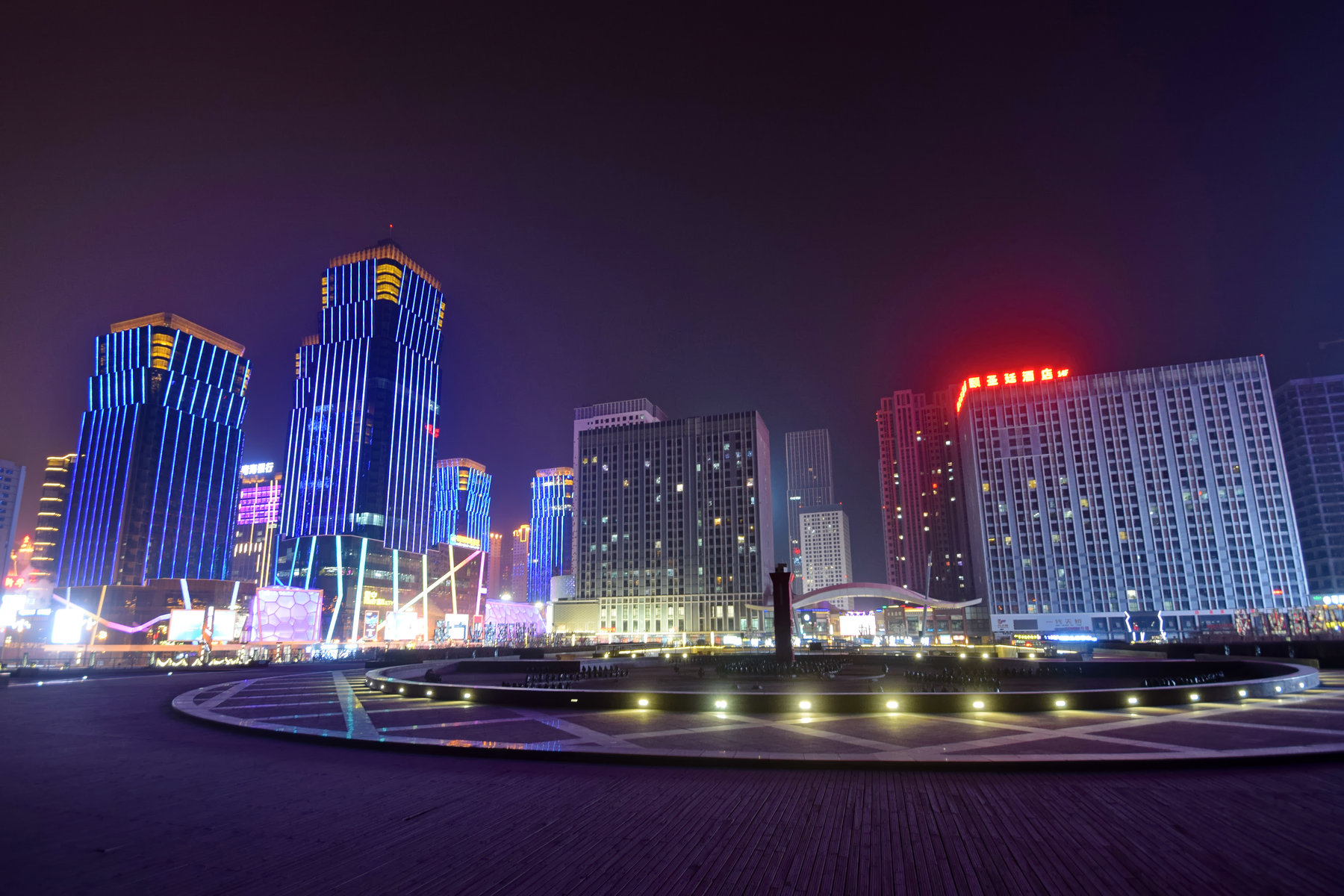
Деловой центр Синина

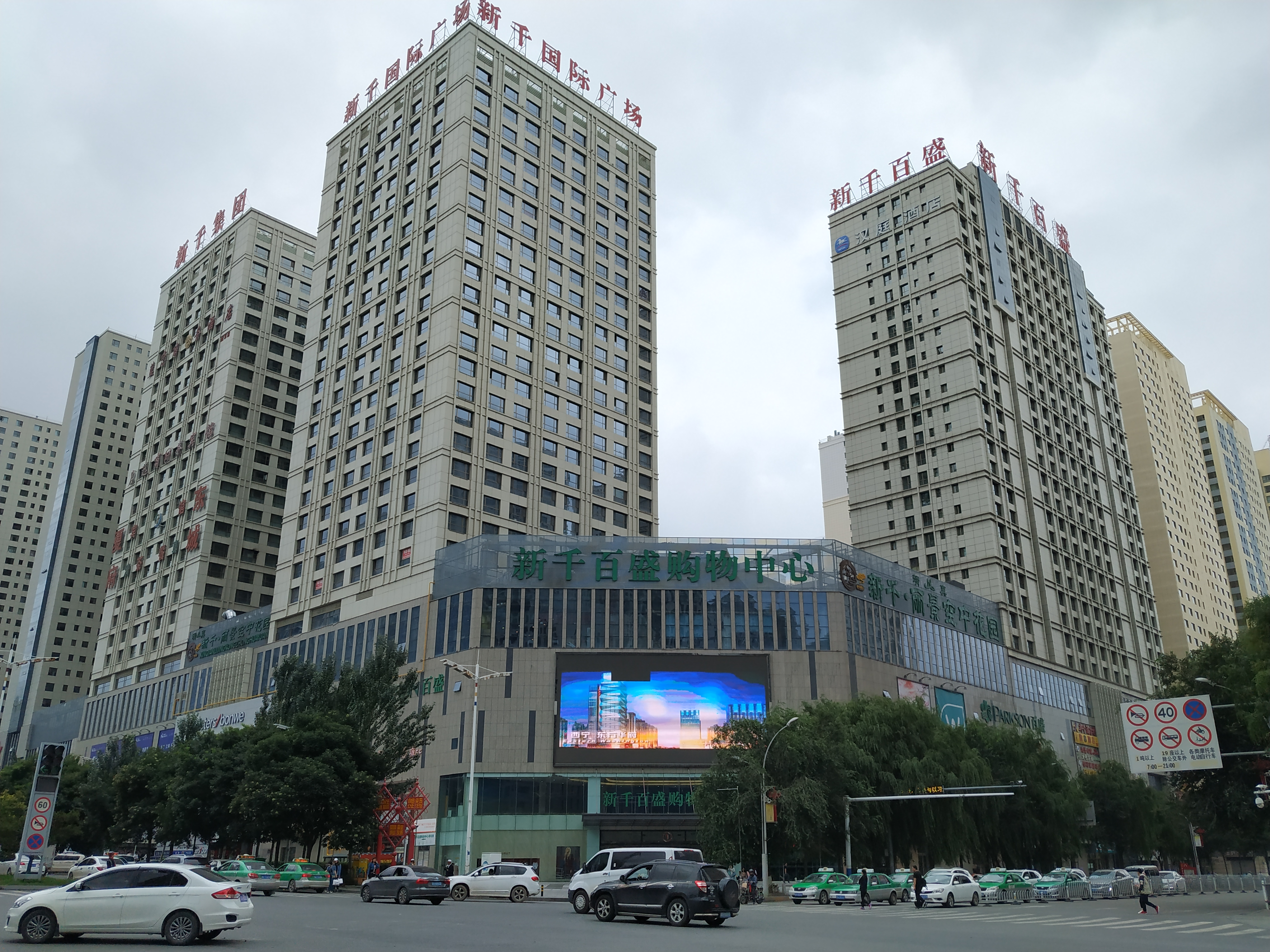
Торговый центр в Синине

В Цинхае активно развиваются солнечная и ветряная энергетика, информационные технологии, в том числе обработка больших данных.

### Промышленность
Развиты пищевая и текстильная промышленность, в том числе производство шерстяных ковров. 

### Сельское хозяйство
Развиты мясное и шерстяное животноводство. Цайдамская котловина является крупным центром выращивания ягод годжи. 

### Добыча сырья
В Цайдамской впадине компания CNPC ведёт добычу природного газа. Кроме того, Цинхай является важным центром по добыче сланцевой нефти.

### Энергетика
В начале 2021 года Цинхай стала первой провинцией Китая, в которой новые источники энергии заняли крупнейшую долю в электроэнергетике. Выработка электричества за счёт солнечных и ветряных электростанций составила 40,09 % от общего объёма, увеличившись на 43,99 % по сравнению с 2019 годом. Объём электроэнергии, вырабатываемой ГЭС, составил 35,27 % общего объёма выработки электричества в Цинхае.
По состоянию на 30 июня 2024 года общая установленная мощность электросети Цинхая составила 57,73 млн кВт, из которых на экологически чистые источники энергии и новые источники энергии пришлось 53,84 млн кВт (93,26 %) и 39,74 млн кВт (68,84 %) соответственно.

### Внешняя торговля
В первой половине 2021 года общий объём внешней торговли провинции Цинхай составил 1,48 млрд юаней (примерно 228,07 млн долл. США). Экспорт вырос в годовом исчислении на 64,4 % до 690 млн юаней (примерно 106,33 млн долл. США), импорт увеличился в 2,1 раза до 790 млн юаней (примерно 121,74 млн долл. США).

## Транспорт

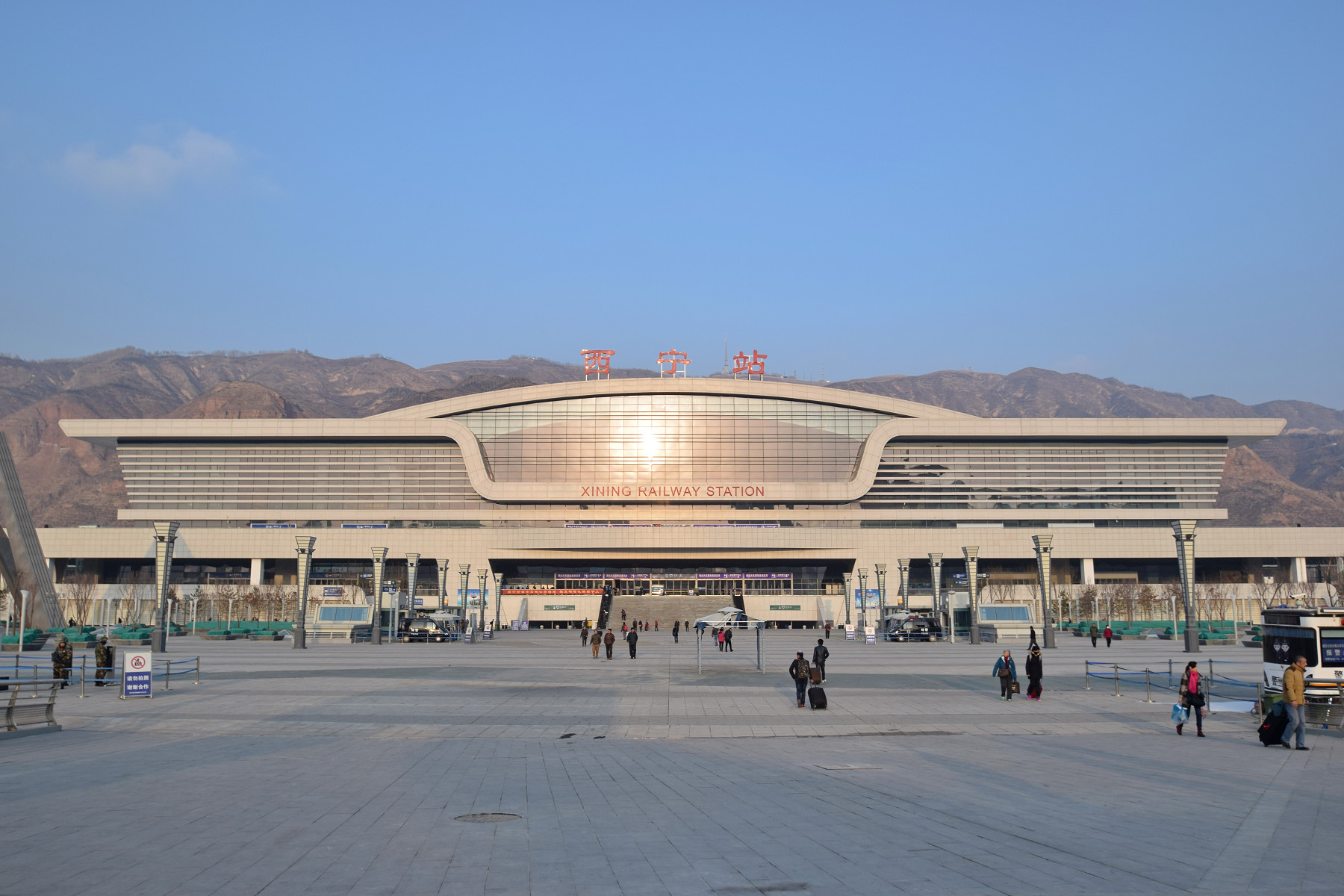
Железнодорожный вокзал Синина

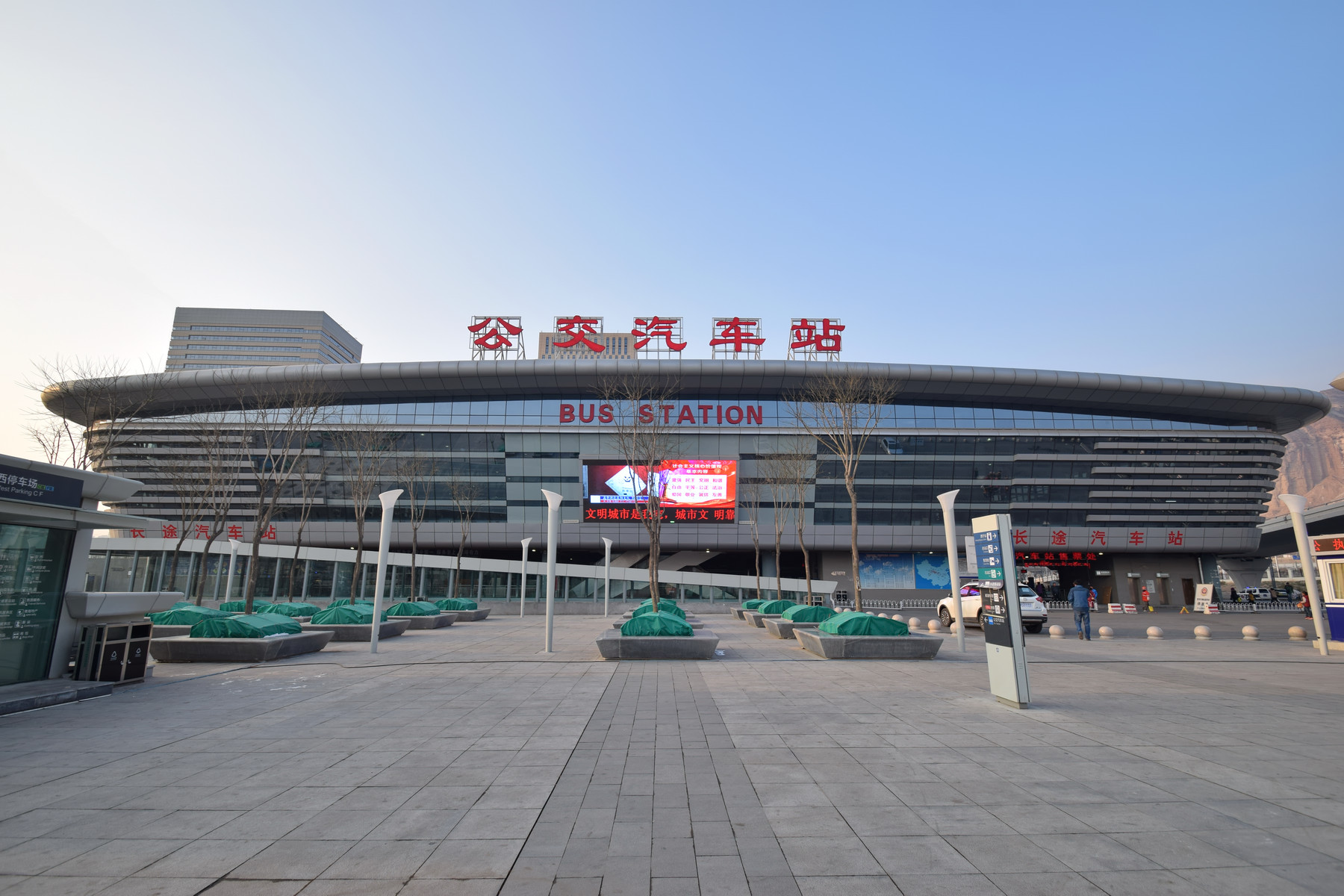
Автовокзал Синина

### Железнодорожный
В 2006 году открылась Цинхай-Тибетская железная дорога, связавшая Синин и Лхасу.

### Автомобильный
К концу 2022 года общая протяженность автомобильных дорог в провинции Цинхай достигла 87,7 тыс. км, что на 1574 км больше, чем в 2021 году. За 2022 год  объём автомобильных грузовых перевозок в Цинхае достиг 149 млн тонн, а грузооборот составил 17,526 млрд тонно-километров; объём пассажирских автомобильных перевозок достиг уровня 7,2 млн человек, а пассажирооборот — 1,02 млрд пассажиро-километров. Доля автобусов и такси, использующих новые и экологически чистые источники энергии, в провинции достигла 95,52 % и 79,25 % соответственно. 

### Водный
В 2022 году пассажиропоток водных путей составил 311,2 тыс. человек, а пассажирооборот — 2,97 млн пассажиро-километров.

## Культура
В 2023 году в бассейне реки Тунтянь, в районе истока реки Янцзы на территории провинции Цинхай, были обнаружены три места с наскальными рисунками. 36 наскальных рисунков были обнаружены на средней высоте более 3 800 метров над уровнем моря. Стиль рисунков отражает кочевой образ жизни в северных степях.

## Достопримечательности
- На горе Байгун в городском уезде Дэлинха Хайси-Монгольско-Тибетского автономного округа провинции в 1996 году были обнаружены якобы доисторические металлические трубы, названные Байгунские трубы. Место обнаружения использовано властями как центр туристического притяжения[19].

## Примечание
1. 1 2  Атлас Китая, 2022, с. 237.
2. ↑  国务院第七次全国人口普查领导小组办公室 中国人口普查分县资料—2020 (кит.) — 北京市: 中国统计出版社, 2022. — 983 с. — ISBN 978-7-5037-9772-9
3. ↑  Цинха́й // Словарь географических названий зарубежных стран / отв. ред. А. М. Комков. — 3-е изд., перераб. и доп. — М. : Недра, 1986. — С. 420.
4. ↑  Communiqué of the Seventh National Population Census (No. 3) (англ.). National Bureau of Statistics of China. Дата обращения: 5 июня 2021. Архивировано 11 мая 2021 года.
5. ↑  Атлас Китая, 2022, с. 18, 237.
6. ↑  В Цинхае засняли на видео бегающую вприпрыжку очаровательную тибетскую лисицу. Жэньминь Жибао. Дата обращения: 24 мая 2024. Архивировано 24 мая 2024 года.
7. ↑  W.D.Shakabpa, Tibet: A Political History. Дата обращения: 20 марта 2014. Архивировано 3 марта 2016 года.
8. ↑  Rongxing Guo. China Ethnic Statistical Yearbook 2020 (англ.). — Springer Nature, 2020. — P. 328, 329. — ISBN 978-3-030-49023-2.
9. ↑  Первый в Китае экологически чистый центр обработки больших данных с нулевыми выбросами углерода. Жэньминь Жибао. Дата обращения: 24 октября 2023. Архивировано 26 октября 2023 года.
10. ↑  Провинция Цинхай на Северо-Западе Китая активно развивает производство тибетских ковров. Жэньминь Жибао. Дата обращения: 17 октября 2023. Архивировано 17 октября 2023 года.
11. ↑  Спутниковые снимки масштабов сушки ягод годжи в Цайдамской котловине. Жэньминь Жибао. Дата обращения: 7 сентября 2021. Архивировано 7 сентября 2021 года.
12. ↑  На газовом месторождении в Северо-Западном Китае проводятся интенсивные работы для обеспечения нормального газоснабжения в условиях экстремально холодной погоды. Жэньминь Жибао. Дата обращения: 28 января 2022. Архивировано 28 января 2022 года.
13. ↑  Впервые на Цинхай-Тибетском нагорье начали крупномасштабную добычу сланцевой нефти. Жэньминь Жибао. Дата обращения: 30 марта 2022. Архивировано 30 марта 2022 года.
14. ↑  Цинхай стала первой провинцией Китая с наибольшей долей электроэнергии на новых источниках. Жэньминь Жибао. Дата обращения: 4 марта 2021. Архивировано 4 марта 2021 года.
15. ↑  Китайская пров. Цинхай побила исторический рекорд по выработке экологически чистой электроэнергии. Жэньминь Жибао. Дата обращения: 26 июля 2024. Архивировано 26 июля 2024 года.
16. ↑  Китайская провинция Цинхай стремительно наращивает торговлю со странами «Пояса и пути». Жэньминь Жибао. Дата обращения: 26 июля 2021. Архивировано 26 июля 2021 года.
17. ↑  Общая протяженность автомобильных дорог в провинции Цинхай достигла 87,7 тыс. км. Жэньминь Жибао. Дата обращения: 8 февраля 2023. Архивировано 8 февраля 2023 года.
18. ↑  На северо-западе Китая обнаружены древние наскальные рисунки. Дата обращения: 4 июля 2023. Архивировано 4 июля 2023 года.
19. ↑  Lusby J., Wan A. 1998 Discovery of Millennia-Old Spacecraft Launch Pad in China? // City Weekend, July 18-31, 2002.